# Commando (militair)

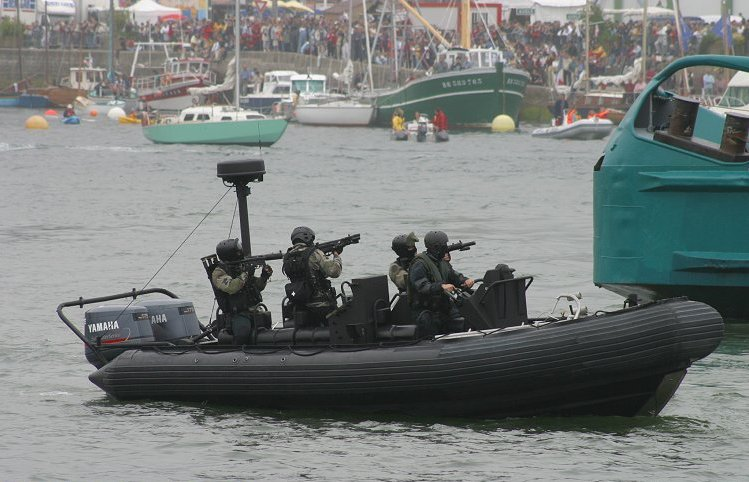
Demonstratie door Franse marinecommando's in Brest, 2004

Een commando is lid van een speciale eenheid van het leger. Een commando heeft een zware training ontvangen en kan daardoor in alle omstandigheden met alle middelen werken.  
De taken van een commando zijn:
- operaties in vijandelijk gebied
- verwarring zaaien bij de vijand
- bevrijden van krijgsgevangenen
- antiterrorisme-operaties
- ondersteunen van reguliere infanterie.

Voorheen was het voor leden van het Korps Mariniers mogelijk om de Nederlandse Commando-opleiding te doorlopen. Het groene baret met rode bloedvlak en anker werd uitgereikt na binnenkomst van de afmatting. 
Voorbeelden van commando-eenheden zijn de Britse Commando's en de Special Air Service (SAS) uit Groot-Brittannië, het Duitse Kommando Spezialkräfte (KSK) uit Duitsland en het Nederlandse Korps Commandotroepen.

## Geschiedenis
De eerste eenheden die zich "commando" noemden waren Afrikaners die in eerste instantie als zelfstandige eenheid opereerden tegen de Xhosa en later tijdens de Grote Trek tegen de Zoeloes. Ten tijde van de Tweede Boerenoorlog voerden deze Afrikanerstrijders een klassieke guerrillaoorlog tegen de Britse machthebbers.
De term commando werd in de Tweede Wereldoorlog opnieuw in gebruik genomen. Winston Churchill richtte in 1940 een eenheid op die verder ging waar anderen ophielden. Deze eenheid moest bijvoorbeeld een overval uitvoeren op een vijandelijke radarpost. De  Royal Marines Commandos zijn de mariniers van Groot-Brittannië. Het Nederlandse KCT stamt van de Britse Commando's af. De Belgische Para-Commando's stammen af van zowel de Britse SAS als de Britse Commando's.

## België
In België is een persoon een commando als hij/zij een commandobrevet gehaald heeft in Trainingscentrum voor Commando's in Marche-les-Dames. De meeste actieve commando's zijn toegewezen aan het Special Operations Regiment.  